# Sint-Jacobus de Meerderekerk (Roermond)
De Sint-Jacobus de Meerderekerk is een voormalige parochiekerk gelegen aan Voorstad Sint-Jacob 72 in de Nederlandse stad Roermond.

## Geschiedenis
Voorstad Sint-Jacob was een door de Roer van de stad afgesneden en het was een enigszins arme buurt. Sinds de 16e eeuw was er sprake van een aan Sint-Jacob gewijde kapel, waar elke zaterdag de Mis werd opgedragen. Deze kapel werd tijdens de Tweede Wereldoorlog verwoest en nooit meer herbouwd. In 1938 was er een rectoraat opgericht en in 1940 werd een kerkje gebouwd, ontworpen door Joseph Franssen. Tijdens de Tweede Wereldoorlog werd de kerk geplunderd.
In 1951 werden muurschilderingen aangebracht, doch spoedig trad verval in. Veel huizen in de buurt werden gesloopt en de kerkgang liep terug. Vanaf 1980 nam de bevolking weer toe door woningbouw op het Hammerveld, maar in 1981 werden vernielingen aangericht door vandalen. Men overwoog restauratie, maar de bevolkingstoename bleef beperkt terwijl de ontkerkelijking toenam. In 1998 werd het kerkje aan de eredienst onttrokken. Het werd omgebouwd tot buurthuis.

## Gebouw
Het betreft een eenvoudig, vrij laag, kruiskerk-achtig bouwwerk onder zadeldaken. Het koor is verhoogd, en zo wordt licht naar binnen gelaten. Hier is ook een clocher-arcade aangebracht. Het gebouw is, met uitzondering van de plint, witgeschilderd.